# Ingo Lieb

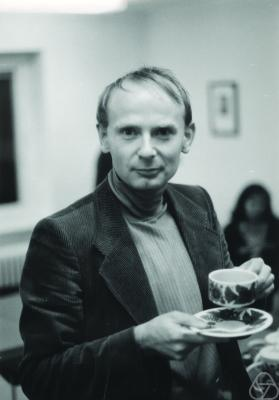
Ingo Lieb in Erlangen, 1977

Ingo Lieb (* 4. September 1939 in Hannover) ist ein deutscher Mathematiker, der sich mit Funktionentheorie beschäftigt.
Lieb studierte Physik und Mathematik an der Universität Göttingen und in Paris. 1965 promovierte er bei Hans Grauert in Göttingen (Komplexe Räume und komplexe Spektren). Von 1965 bis 1971 war er Assistent und später Dozent in Göttingen. 1971/72 war er Gastprofessor in Princeton. Danach war er wissenschaftlicher Rat und Professor an der Westfälischen Wilhelms-Universität in Münster. Seit 1975 war er ordentlicher Professor an der Universität Bonn. 2001 war er dort Dekan der Mathematisch-Naturwissenschaftlichen Fakultät. Lieb ist Verfasser eines in Deutschland verbreiteten Funktionentheorie-Lehrbuchs und mit Hans Grauert eines dreibändigen Analysis-Lehrbuchs.
Lieb war langjähriger Präsident der Bonner Mathematischen Gesellschaft.

## Schriften
- mit Wolfgang Fischer: Funktionentheorie – komplexe Analysis in einer Veränderlichen, Vieweg Studium, 1980,  9. Auflage 2005, ISBN  	3-8348-0013-9, doi:10.1007/978-3-322-96973-6 (8. Auflage)
- mit Wolfgang Fischer: Ausgewählte Kapitel der Funktionentheorie, Vieweg Studium 1988, ISBN 978-3-528-07248-3, doi:10.1007/978-3-322-89857-9
- mit Wolfgang Fischer: Einführung in die Komplexe Analysis. Elemente der Funktionentheorie, Vieweg+Teubner, 2010, ISBN 9783834806635, doi:10.1007/978-3-8348-9377-2.
- mit Joachim Michel: The Cauchy-Riemann complex: integral formulae and Neumann problem, Vieweg, Aspects of Mathematics, 2002, ISBN 978-3-322-91610-5, doi:10.1007/978-3-322-91608-2.
- mit Klas Diederich: Konvexität in der komplexen Analysis- neue Ergebnisse und Methoden, Birkhäuser 1981, doi:10.1007/978-3-0348-5153-4.
- mit Hans Grauert: Differential- und Integralrechnung, Bände 1 und 3, Springer, Heidelberger Taschenbücher, ab 1967 (Band 1: Funktionen einer reellen Veränderlichen, 4. Auflage 1976, ISBN 978-3-540-07574-5, doi:10.1007/978-3-642-81012-1. Band 3: Integrationstheorie, Kurven- und Flächenintegrale, Vektoranalysis, 2. Auflage 1977, ISBN 978-3-540-08383-2, doi:10.1007/978-3-642-66734-3).
- Beiträge zur komplexen Analysis, Bonner Mathematische Schriften, Band 387, 2007. Enthält u. a. zwei Manuskripte zu Vorträgen von Lieb und seinem Schüler Joachim Michel, die eine Einführung in Liebs Arbeitsgebiet geben.